# 密刺硕苞蔷薇
密刺硕苞蔷薇（学名：Rosa bracteata var. scabriacaulis）为蔷薇科蔷薇属下的一个变种。

## 扩展阅读
- 維基物種上的相關：密刺硕苞蔷薇